# Трона

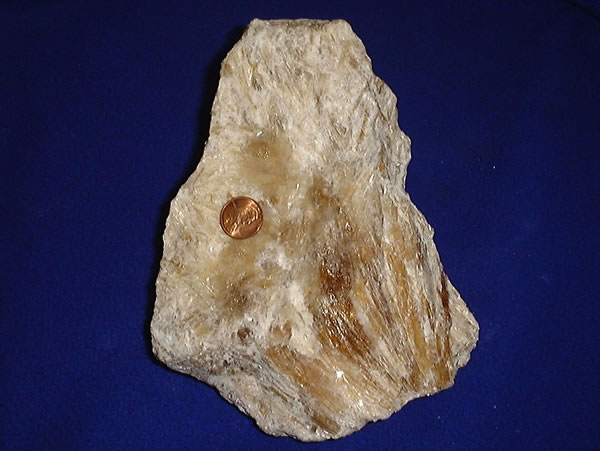
Образец троны

Тро́на (от арабского названия природной соли; сесквикарбона́т на́трия;  другое название — еги́петская соль) — минерал, имеющий химический состав Na2CO3 · NaHCO3 · 2H2O.
Была известна ещё пять тысяч лет назад как один из компонентов бальзамирования египетских фараонов.

## Свойства
Встречается в природе в виде кристаллических корок, иногда несовершенных пластинчатых кристаллов.
На воздухе, в отличие от натрона, не выветривается.
Сырьё для производства соды.

## Происхождение и сопутствующие минералы
В природе залежи минерала встречаются на территории США, Ливии, Китая, Монголии, в степях Казахстана, в Западной Сибири и на Кольском полуострове.
Спутники: термонатрит (Na2CO3 · H2O), мирабилит (Na2SO4 · 10H2O), тенардит (Na2SO4), натрон (Na2CO3· 10H2O). Однако они содержат более 50 % примесей, которые не позволяют получить минерал для промышленных нужд в чистом виде. Ещё недавно наука классифицировала минерал как малоизученный и не поддающийся моделированию.